# 톰과 제리: 잭과 콩나무
《톰과 제리: 잭과 콩나무》(Tom and Jerry's Giant Adventure)은 2013년에 공개된 미국의 비디오 영화이다.